# Прилук (Коноський район, 11222836006)
Прилук (рос. Прилук) — присілок в Коноському районі Архангельської області Російської Федерації.
Населення становить 2 особи. Входить до складу муніципального утворення Тавреньгське сільське поселення.

## Історія
Від 2004 року входить до складу муніципального утворення Тавреньгське сільське поселення.

## Населення
| 2002 | 2010 | 2012 |
| ---- | ---- | ---- |
| 8    | ↘3   | ↘2   |